# Jean II. Le Maingre
Jean Bouciquaut, francoski maršal, * 1366, † 1421.
1. ↑  Find a Grave — 1996.